# Быстрые радиовсплески

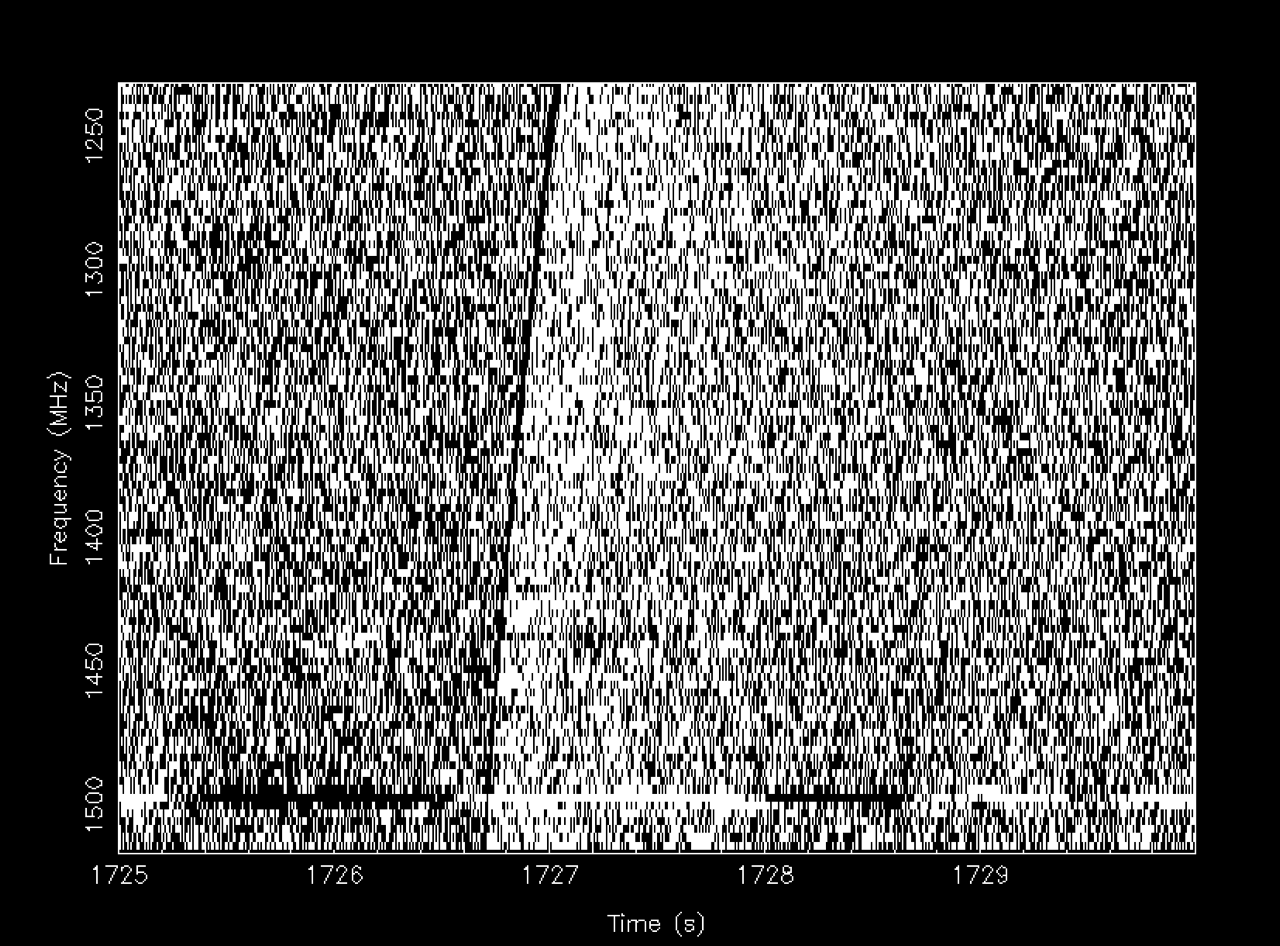
Первый обнаруженный быстрый радиовсплеск — «всплеск Лоримера» в феврале 2007 года

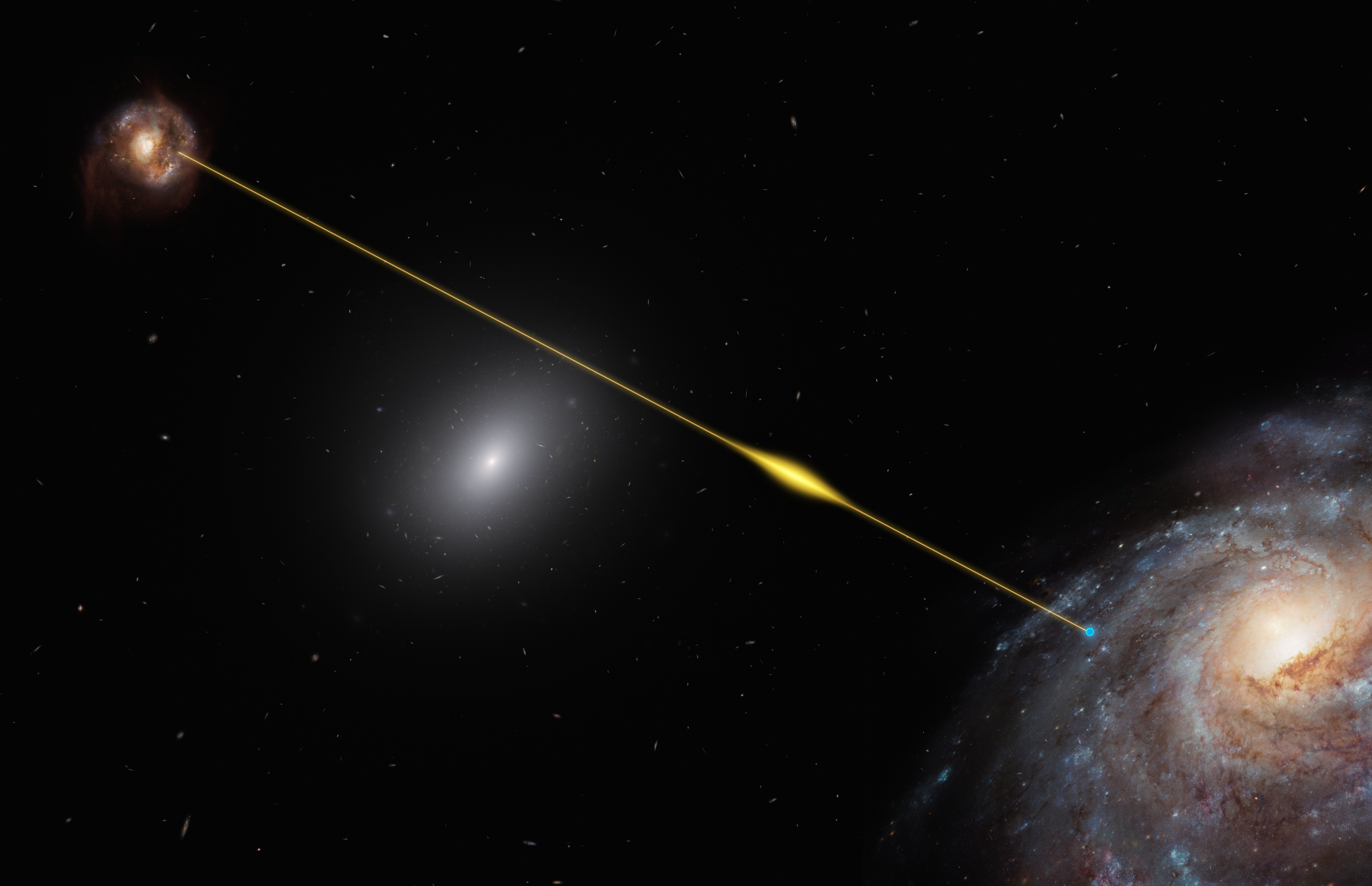
Рисунок художника: быстрый радиовсплеск FRB 181112 от далёкой галактики, в которой он возник, к Земле. FRB 181112 был впервые зарегистрирован радиотелескопом АСКАП (радиоинтерферометр). Последующие оптические наблюдения с Очень Большим Телескопом (часть ESO (VLT)) показали, что радиоимпульсы на пути к Земле прошли сквозь гало массивной галактики. Это обстоятельство позволило астрономам при помощи анализа радиосигнала исследовать природу газа в гало.

Бы́стрые радиовспле́ски, от англ. Fast Radio Bursts (FRB) — регистрируемые радиотелескопами единичные радиоимпульсы длительностью несколько миллисекунд неизвестной природы. Типичная энергия всплесков, в предположении изотропности излучения, эквивалентна выбросу в космическое пространство энергии, испускаемой Солнцем в течение нескольких дней.

## Открытие
Впервые и абсолютно случайно быстрый радиовсплеск был обнаружен в феврале 2007 года. Группа Дункана Лоримера (англ. Duncan R. Lorimer), профессора Университета Западной Вирджинии, в поисках сигналов пульсаров проводила обработку результатов наблюдений шестилетней давности австралийского 64-метрового радиотелескопа Паркса (англ. Parkes) Государственного объединения научных и прикладных исследований (CSIRO). Анализируя архивы, Дэвид Наркевич (англ. David Narkevic), аспирант Д. Лоримера, заметил необычный радиосигнал.

Сигнал был единичным, мощным, но очень коротким — несколько миллисекунд. Его проверка заняла около пяти лет. 
Этот первый зарегистрированный всплеск (FRB 010724) иногда называют по имени руководителя группы первооткрывателей — «всплеск Лоримера» (англ. Lorimer burst).
Проанализировав архивы радиоастрономических наблюдений, Дункан Лоример и ряд исследователей пришли к выводу, что обнаруженный быстрый радиовсплеск, с длительностью менее пяти миллисекунд и спектральной плотностью потока излучения в 30 (±10) янских, исходит из точки, расположенной в 3° от Малого Магелланова Облака, с расстояния не более чем примерно 1 гигапарсек (3 млрд световых лет; z=0,3). Тот факт, что за 90 часов последующих наблюдений никаких новых событий не было выявлено, свидетельствовал, что это был исключительно редкий случай, подобный, например, вспышке сверхновой звезды.

## Наблюдения
Несмотря на то, что «всплеск Лоримера» посчитали исключительно редким случаем — по предположениям группы Д. Лоримера, за пределами Млечного пути ежедневно могут случаться свыше сотни подобных событий (в наблюдаемой части Вселенной — несколько тысяч таких событий в сутки).
Одним из способов обнаружения быстрых радиовсплесков может стать использование проектов типа SETI@home.
В 2010 году, впервые после 2007 года, было зафиксировано несколько радиовсплесков, подобных быстрым. Однако выяснилось, что они имеют земное происхождение. Как следствие, прошла волна критики в адрес группы Д. Лоримера.
Дальнейшие исследования позволили в 2013 году достоверно обнаружить четыре события приёма внегалактических быстрых радиовсплесков.
Наблюдения продолжатся с 2016 года на строящемся в Британской Колумбии радиотелескопе CHIME (Canadian Hydrogen Intensity Mapping Experiment). Он позволит сканировать более половины небосвода и на расчётных частотах обнаруживать ежесуточно десятки быстрых радиовсплесков.
В 2019 году международный коллектив учёных обнародовал информацию об источнике одиночного импульса FRB 180924 — он пришёл из галактики DES J214425.25-405400.81, находящейся на расстоянии 4 млрд св. лет лет от Солнца в созвездии Журавля. 

В апреле 2020 года впервые был локализован источник быстрого радиовсплеска — им оказался магнетар в созвездии Лисички, находящийся в нашей галактике.
Обнаруженный в 2023 г. быстрый радиовсплеск FRB 20220610A (продолжался менее одной миллисекунды) оказался одним из самых отдаленных (8 миллиардов лет) и энергичных, когда-либо наблюдаемых.

### Повторяющиеся быстрые радиовсплески
В феврале 2016 года было объявлено об обнаружении источника одного из всплесков, зафиксированного ранее, 18 апреля 2015 года в 4:29 UTC, и получившего обозначение FRB 150418 — им оказалась эллиптическая галактика в созвездии Большого Пса, находящаяся от Земли на расстоянии 1,88 гигапарсека (экваториальные координаты: 07ч 16м 35с −19° 00′ 40″). Предположительно, импульс радиоизлучения возник в ходе столкновения двух нейтронных звёзд.
Первый в истории повторяющийся быстрый радиовсплеск, с устойчивым периодом активности 16 дней, — FRB 180916.J0158+65 — был обнаружен в конце 2010 года.
В 2018 году в записи с радиотелескопа с помощью нейросети удалось найти 72 новых быстрых радиовсплеска из источника FRB 121102.
Второй повторяющийся быстрый радиовсплеск — FRB 190520 — был зарегистрирован с помощью китайского радиотелескопа  FAST 20 мая 2019 года и выявлен в данных инструмента в ноябре того же года; затем ученые воспользовались Большой радиорешеткой им. Карла Янского Национального научного фонда (VLA) и другими телескопами для изучения этого объекта. Последующие наблюдения с того же FAST показали, что, в отличие от подавляющего большинства прочих неповторяющихся быстрых радиовсплесков, он излучает довольно частые повторяющиеся радиоимпульсы, а сверхмощные вспышки от него в промежутках сопровождаются гораздо более слабым, но устойчивым радиоизлучением. 
Наблюдения с помощью VLA в 2020 году позволили точно определить местоположение источника, это дало возможность работающему в оптическом диапазоне японскому телескопу Subaru на Гавайях связать радиоимпульсы с окраинами карликовой галактики, находящейся в 3 млрд световых лет от Земли.

## Существующие гипотезы
Единой, общепризнанной научной гипотезы образования быстрых радиовсплесков не существует. Обсуждаются следующие возможные варианты:
- Внегалактический источник, то есть радиовсплеск как следствие какого-то экзотического события, вроде слияния двух нейтронных звезд[18], «последнего вздоха» испаряющейся чёрной дыры, или блицара (события превращения тяжёлого пульсара в чёрную дыру)[3][5][19][20][21]. Также — магнетары: одна из теорий гласит, что радиовсплески есть следствие существования нейтронных звезд с исключительно мощными магнитными полями — магнетаров[22][23]; согласно этому тезису, быстрые радиовсплески могут возникать лишь в молодых карликовых галактиках, где находится множество якобы порождающих их магнетаров (однако в 2018 г. зафиксирован источник, который якобы приходил из галактики, схожей с нашей)[24]. Гипотеза о магнетарах, высказывавшаяся, в частности, в 2007 году К. А. Постновым и С. Б. Поповым, нашла подтверждение в 2020 году.
- Галактический источник. В частности, по предположению Ави Лёба (англ. Avi Loeb), профессора Гарвард-Смитсоновского центра астрофизики, быстрые радиовсплески излучаются некоторыми звёздами нашей галактики[25][26].
- Земной сигнал, производящийся техническими устройствами[27]. Было показано, что радиоимпульсы имеют дискретную меру дисперсии и приходят преимущественно в конце секунды по времени UT[9]. Эти свойства быстрых радиоимпульсов делают их очень похожими на так называемые перитоны (англ. Perytons), обнаруженные в 2010 году, но имеющие земное происхождение[9].
- Китайские специалисты во главе с Йонг-Фенг Хуангом из Нанкинского университета предполагают, что это явление результат постепенного разрушения планет[28].

Некоторые популярные СМИ не дают забыть о возможности того, что быстрые радиовсплески могут оказаться проявлением активности внеземных цивилизаций.

### Перитоны
В апреле 2015 года в архиве электронных препринтов arxiv.org появилась статья о природе перитонов, типе быстрых радиоимпульсов, обнаруживаемых лишь на радиотелескопе «Паркс». Выяснилось, что почти все такие импульсы являются артефактами. Они наблюдались при определённых положениях радиотелескопа «Паркс» в момент нарушения правил эксплуатации одной из двух микроволновых печей на кухне для сотрудников и в помещении для посетителей, а именно — досрочного, до завершения работы, открытия дверцы. Однако обнаруженное земное происхождение перитонов не позволяет приписать тот же источник остальным быстрым радиовсплескам.